# 計盛光
計盛 光（かずもり ひかる、1994年5月17日-）は、大阪府堺市出身の元アーティスティックスイミング（シンクロナイズドスイミング）選手・元ボートレーサーである。四天王寺高等学校・大阪体育大学健康福祉学部卒業。
史上初めて、シンクロナイズドスイミング（当時）選手から転向したボートレーサーである。
登録第5021号。同期にはこちらもボートレーサー史上初のフィギュアスケート選手から転向した平川香織らがいる。夫は、同じボートレーサーの倉田茂将。

## 人物

### AS選手時代
計盛はもともとはシンクロナイズドスイミング（当時）の選手であった。シンクロ選手時代の所属は浜寺水練学校→サンケイ・エス・ティであった。
小学校1年生の時にテレビ放送で見たシンクロ選手の一演技を見て興味を持ち始め、小学校2年生時にアーティスティックスイミングを始めた。小学生から中学生時代はJOCのジュニア大会などで優勝した実績を有している。
小学校6年生であった2006年、関西選手権水泳競技大会のジュニアの部ソロに出場し優勝。同年の第29回全国JOCジュニアオリンピックカップ10～12歳の部でもソロ部門で優勝した。
中学校進学後、2008年のクリスマスプライズプラハ2008に出場。ソロ、デュエットの両部門で1位となった（この時のデュエットでのペアが誰であったのかは不明）。翌2009年にはアジアエージグループ選手権でソロ、フィギュア、チームの3部門で優勝し、さらに同年のジュニアオリンピック大会ソロ13～15歳の部門、およびデュエット13～15歳（篠原瑠璃とのペア）で優勝した 。
高校進学後、2年生時の2011年には国体に出場し、デュエットで優勝した（ペアは、大阪信愛女学院高・加島知葉）。3年生となった2012年には出場した日本シンクロチャレンジカップのデュエット部門で優勝している。この年にギリシャで開催された世界ジュニア選手権大会では対象全競技に出場し、ソロ、デュエット、チームの3競技で2位に入り、フリーコンビネーションでも4位に入賞している。2012年ロンドンオリンピックへの出場はならなかったものの、同年にはシンクロ日本代表「マーメイドジャパン」にも選出された。
2013年、大学入学直後に静岡県浜松市で開催された第89回日本選手権ではマーメイドジャパンの一員として参加し、チームとフリーコンビネーションの2部門で優勝した。同年にはスペインのバルセロナで開催された2013年世界水泳選手権のシンクロ部門で、オリンピックの種目には設定されていないソロで出場し、計盛はメダルが期待されたが、4位に終わり、メダル獲得はならなかった。
2014年6月6日より同8日まで尼崎スポーツの森で実施された日本選手権でマーメイドジャパンの一員として出場し優勝した。同年10月に出場したFINAシンクロワールドカップではチーム第2位に導く演技を披露した1人であった。
しかし2015年3月に、体力面の不安を理由として辞退する形でマーメイドジャパンより離脱した。このマーメイドジャパン離脱について、当時のマーメイドジャパンのコーチであった井村雅代は「代表入りを断るのも私には理解できない」と計盛を含む辞退者全員を批判した。この辞退により、出場が期待されていた2016年リオデジャネイロオリンピックへの参加は実現しなかった。よって、計盛はオリンピックへの出場経験はない。
その後2017年の大学卒業までにシンクロ選手も引退した。
大学時代は身長158cmとAS選手としては低く、それをカバーするために高さを出すことを意識した。

### ボートレーサー転身後
大学4年生の時にボートレーサーへの転向を決めた計盛は、大学卒業と相前後してボートレーサー養成所に特別試験枠（計盛は特別試験枠の応募条件であった「その他、世界大会日本代表の者」を満たしていたため特別試験の応募資格を有していた。なお、特別試験枠はスポーツ推薦とは別枠となっている）で応募して試験に合格し、ボートレーサー養成所に入所。1年間の訓練を受けて2018年3月に訓練を修了した。ボートレーサーへの転向理由は、この身長を生かし、またモータースポーツが好きなことであった。
同年5月28日のボートレース住之江で開催された一般戦でボートレーサーとしてデビューした。
2019年7月6日からボートレース下関で開催された ヴィーナスシリーズ3日目第6Rで、4号艇4コースからまくりを決めて初勝利。当日行われた水神祭では、垂直スピンなどの、アーティスティックスイミング選手時代の技を披露した。
2020年5月17日、愛知支部の倉田茂将と入籍した。
2024年6月14日、選手登録を消除。ボートレーサーを引退。

## 来歴

### AS
2006年
- 関西選手権水泳競技大会 ジュニアの部ソロ　優勝
- 第29回全国JOCジュニアオリンピックカップ 10～12歳の部ソロ部門　優勝

2008年
- クリスマスプライズプラハ2008 ソロ部門 優勝・デュエット部門 優勝

2009年
- アジアエージグループ選手権　ソロ部・フィギュア部門・チーム部門　優勝
- ジュニアオリンピック大会 ソロ13～15歳の部門 優勝・デュエット13～15歳の部門 優勝

2011年
- 第66回国民体育大会「おいでませ！山口国体」デュエット部門 優勝

2012年
- 日本シンクロチャレンジカップデュエット部門 優勝
- 世界ジュニア選手権大会 ソロ部門・デュエット部門・チーム部門 準優勝。フリーコンビネーション部門 4位
- シンクロナイズドスイミング日本代表「マーメイドジャパン」選出

2013年
- 第89回日本選手権フリーコンビネーション部門[14] 優勝・フリールーティーン部門 [15]準優勝
- 2013年世界水泳選手権シンクロナイズドスイミング部門ソロ 4位

2014年
- 第90回日本選手権水泳競技大会テクニカルルーティーン チーム 優勝[16]
- FINAシンクロワールドカップ準優勝

### ボートレース
- 2018年3月24日、選手登録。122期
- 2018年5月28日からボートレース住之江で開催された 一般戦「日刊スポーツ盾争奪 第52回しぶき杯」初日第1Rデビュー[17]。
- 2019年7月6日からボートレース下関で開催された 一般戦「ヴィーナスシリーズ第5戦 日本スポーツエージェントカップ」3日目第6Rで初勝利[18]。（4号艇4コース決まり手：まくり）
- 2024年6月14日、選手登録消除。引退。

## 戦績

### ボートレース
- 出走回数：478回
- 1着回数：10回
- 優出回数：0回
- 優勝回数：0回
- フライング(F)回数：4回
- 出遅れ(L)回数：0回
- 通算勝率：2.02
- 2連対率：3.77
- 3連対率：7.74
- 生涯獲得賞金：19,459,323円